# اژدهای کومودو
اژدهای کومودو (نام علمی: Varanus komodoensis) یک گونهٔ بزرگ مارمولک است که در جزایر کومودو، رینکا، گیلی موتانگ، پادار و فلورس در کشور اندونزی یافت می‌شود. این گونه که به تیرهٔ بزمجه‌ایان تعلق دارد، بزرگ‌ترین گونهٔ بزمجه است که در موارد نادری تا ۳ متر هم رشد می‌کند و وزن آن به حدود ۷۰ کیلوگرم نیز می‌رسد. اژدهای کومودو به خاطر اندازه و وزن عظیم، دندان‌های ویژه پاره کردن گوشت، توانایی حرکت با سرعت بالا، و عادت‌های تهاجمی غیرمعمول از جمله درندگان استثنایی به‌شمار می‌رود.
اندازهٔ غیرمعمول اژدهای کومودو به پدیدهٔ غول‌پیکری جزیره‌ای نسبت داده شده است، چرا که هیچ جانور گوشت‌خوار دیگری که بتواند رقیب غذایی آن‌ها باشد در این جزایر حضور ندارد. با این حال پژوهش‌های تازه نشان داده‌اند که اندازهٔ بزرگ اژدهای کومودو را می‌توان به صورت بهتری به این شکل توضیح داد که آن‌ها صرفاً باقی‌ماندهٔ بزمجه‌مارمولک‌هایی بسیار بزرگ‌جثه هستند که روزگاری در اندونزی و استرالیا زندگی می‌کرده‌اند، ولی بیشترشان – به همراه دیگر بزرگ‌زیاگان – پس از دوران پلیستوسن منقرض شده‌اند. سنگواره‌هایی بسیار شبیه به اژدهای کومودو در استرالیا پیدا شده که تاریخ آن‌ها مربوط به ۳٫۸ میلیون سال پیش است. در جزیره فلورس اندازهٔ بدن آن‌ها کمابیش در طی ۹۰۰٬۰۰۰ سال اخیر به همان شکل پیشین باقی مانده است. این دوره‌ای است که با دگرگونی‌های زیاد در زیاگان جزیره و انقراض بزرگ‌زیاگان آن، و آمدن نخستین انسان‌سانان در ۸۸۰ هزار سال پیش شناخته می‌شود.
به خاطر داشتن چنین اندازهٔ بزرگی، این مارمولک‌ها بر بوم‌سازگانی که در آن زندگی می‌کنند، چیره هستند. اژدهای کومودو طعمه‌هایی همچون بی‌مهرگان، پرندگان و پستانداران را شکار می‌کند. در گذشته باور بر این می‌رفت که گاز اژدها دارای باکتری‌های کشنده‌ای است که طعمه‌ها را از پای درمی‌آورد؛ با این حال امروزه یافته‌های پیشین مورد تردید قرار گرفته‌اند. با این حال دو غده در آروارهٔ پایینی این جانور قرار دارد که چندین پروتئین سمی در آن‌ها تولید می‌شود ولی به تنهایی به عنوان عامل کشنده از سوی اژدها به کار گرفته نمی‌شوند. رفتار گروهی اژدهای کومودو در غذا خوردن، در بین خزندگان، استثنائی است. رژیم غذایی کومودوهای بزرگ عمدتاً از گوزن تشکیل می‌شود، هرچند که آن‌ها به مقدار زیادی از گوشت مردار تغذیه می‌کنند. اژدهای کومودو همچنین گاه به انسان‌ها نیز حمله می‌کند.
جفت‌گیری میان آن‌ها در بین ماه‌های اردیبهشت و مرداد آغاز می‌شود و تخم‌ها در شهریور گذاشته می‌شوند. حدود ۲۰ تخم در آشیانه‌های متروکهٔ مرغ پابزرگ یا در حفره‌های خودحفرکرده، گذاشته می‌شوند. ماده برای هفت تا هشت ماه بر روی تخم‌ها می‌خوابد و در ماه فروردین، هنگامی که حشره‌ها فراوان هستند، جوجه‌ها سر برمی‌آورند. کومودوهای جوان آسیب‌پذیر هستند و در نتیجه در درختان سکنی می‌گزینند تا از گزند شکارچی‌ها و کومودوهای بالغ که ممکن است هم‌نوع‌خواری کنند، دور بمانند. میانگین عمر آن‌ها در طبیعت ۸ تا ۹ سال است.
نخستین گزارش‌ها از اژدهای کومودو توسط دانشمندان غربی، در سال ۱۹۱۰ منتشر شد. اندازهٔ بزرگ آن‌ها و آوازهٔ ترسناک‌شان، این جانوران را تبدیل به خزندگانی محبوب در باغ وحش‌ها کرده است. در حیات وحش، گسترهٔ پراکندگی آن‌ها به علت فعالیت‌های انسانی کاهش پیدا کرده است و آن‌ها توسط اتحادیه بین‌المللی حفاظت از طبیعت به عنوان یک گونهٔ آسیب‌پذیر شناخته شده‌اند. قوانین اندونزی از آن‌ها حمایت می‌کند و اجازهٔ شکار آن‌ها را نمی‌دهد. پارکی تحت نام پارک ملی کومودو برای کمک به محافظت از این گونه جانوری ایجاد شده است.

## ریشه‌شناسی
اژدهای کومودو با نام‌های بزمجهٔ کومودو یا بزمجهٔ جزیرهٔ کومودو در ادبیات علمی شناخته می‌شود، هرچند که نام آخر خیلی رایج نیست. بومیان جزیرهٔ کومودو، به این جانور اورا، بوآیا دارات (مارمولک جزیره) یا بیاواک راکساسا (بزمجه غول‌پیکر) می‌گویند. به اژدهای کومودو همچنین در زبان هندی، بیس‌کبرا گفته می‌شود که به معنای «دو برابر زهرآگین‌تر از مار کبرا» است.
پس از کشف جانور توسط اروپاییان در آغاز سده ۲۰ میلادی، پیتر اوونز در سال ۱۹۱۲ اقدام به گذاشتن نام علمی Varanus komodoensis بر اژدهای کومودو کرد. او در آغاز یک عکس و تکه‌ای از پوست از اژدهای کومودو به دست آورده بود، اما پس از زنده‌گیری دو اژدهای بالغ و یک نابالغ، اقدام به چاپ مقاله‌ای دربارهٔ اژدها کرد و برای نخستین بار آن را طبقه‌بندی علمی‌کرد.

## فرگشت
نخستین خزندگان حقیقی در ۱۹۰ تا ۲۰۰ میلیون سال پیش در ژوراسیک پدیدار شدند و خزندگان بزمجه‌شکل در حدود ۱۰۰ میلیون سال پیش در کرتاسه پا بر روی زمین گذاشتند. در کرتاسه پسین، بزمجه‌وارها به شکل گسترده‌ای در صفحهٔ لوراسیا و آسیای مرکزی پراکنده شده بودند. بالاخانواده بزمجه‌واران تنها گروهی از مارمولک‌ریختان بود که توانست در قاره‌های جنوبی گسترش پیدا کند، اعضای این تیره اغلب از حشرات بزرگ و پستانداران ریزجثه تغذیه می‌کردند. مارها و موساسوریان نزدیک‌ترین خویشاوندان این گروه هستند.
بررسی‌ها بر روی ۳۱ آرایه مرتبط با تیرهٔ بزمجه‌ایان نشان می‌دهد که این تیره در حدود ۴۰ میلیون سال پیش در آسیا به وجود آمد و پژوهش‌های  مشابه دیگر حاکی از این است که خاستگاه این تیره در جنوب شرق آسیا بوده است. حدود ۱۵ میلیون سال پیش، برخوردی بین استرالیا و آسیای جنوب شرقی به بزمجه‌ایان اجازه داد تا به سرزمینی که امروزه به آن مجمع‌الجزایر اندونزی می‌گویند مهاجرت کنند، پس از آن محدودهٔ زندگی آن‌ها از شرق تا جزیره تیمور نیز امتداد یافت. در گذشته باور بر این بود که اژدهای کومودو در ۴ میلیون سال پیش از اجداد استرالیایی خود جدا شد، اما شواهد سنگواره‌ای تازه یافت‌شده در کوئینزلند نشان می‌دهد که اژدهای کومودو پیش از پخش شدن در اندونزی، در استرالیا فرگشت یافته بود. کاهش قابل توجه سطح دریا در واپسین عصر یخبندان، قطعه‌های بزرگی از بسترهای قاره‌ای را برهنه کرد که باعث شد اژدهای کومودو وارد آن‌ها شود ولی پس از آنکه سطح دریا با ذوب شدن یخ‌ها بالا رفت، آن‌ها در جزیرهٔ فعلی خود منزوی شدند. سنگواره‌هایی از کومودوها مربوط به ۹۰٬۰۰۰ سال پیش در فلورس یافت شده است، مقایسه تغییرات تاریخی سطح آب دریا و داده‌های ژرفاسنجی نیز نشان داد که جزیره کومودو در ۱۳۵٬۰۰۰ تا ۱۸٬۰۰۰ سال پیش به جزایر شرقی خود متصل بوده است. از سوی دیگر، فلورس و رینکا اکثراً در طول ۱۴۰٬۰۰۰ سال گذشته تا پایان واپسین عصر یخبندان به هم وصل بوده‌اند.
نزدیک‌ترین خویشاوندان اژدهای کومودو، بزمجه آبی و بزمجه مشبک هستند.

## ویژگی‌های زیستی

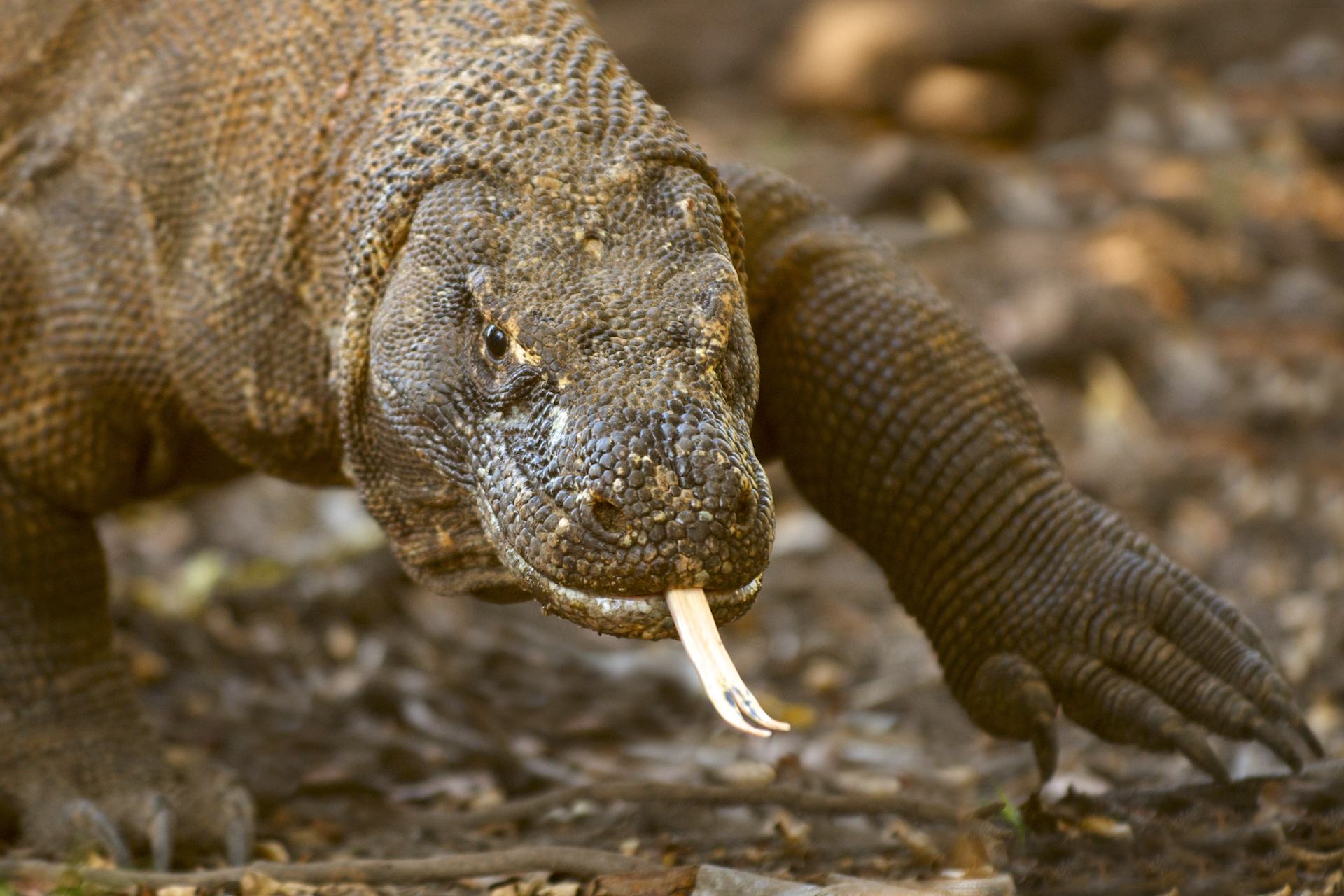
نمای نزدیک از روبروی اژدهای کومودو

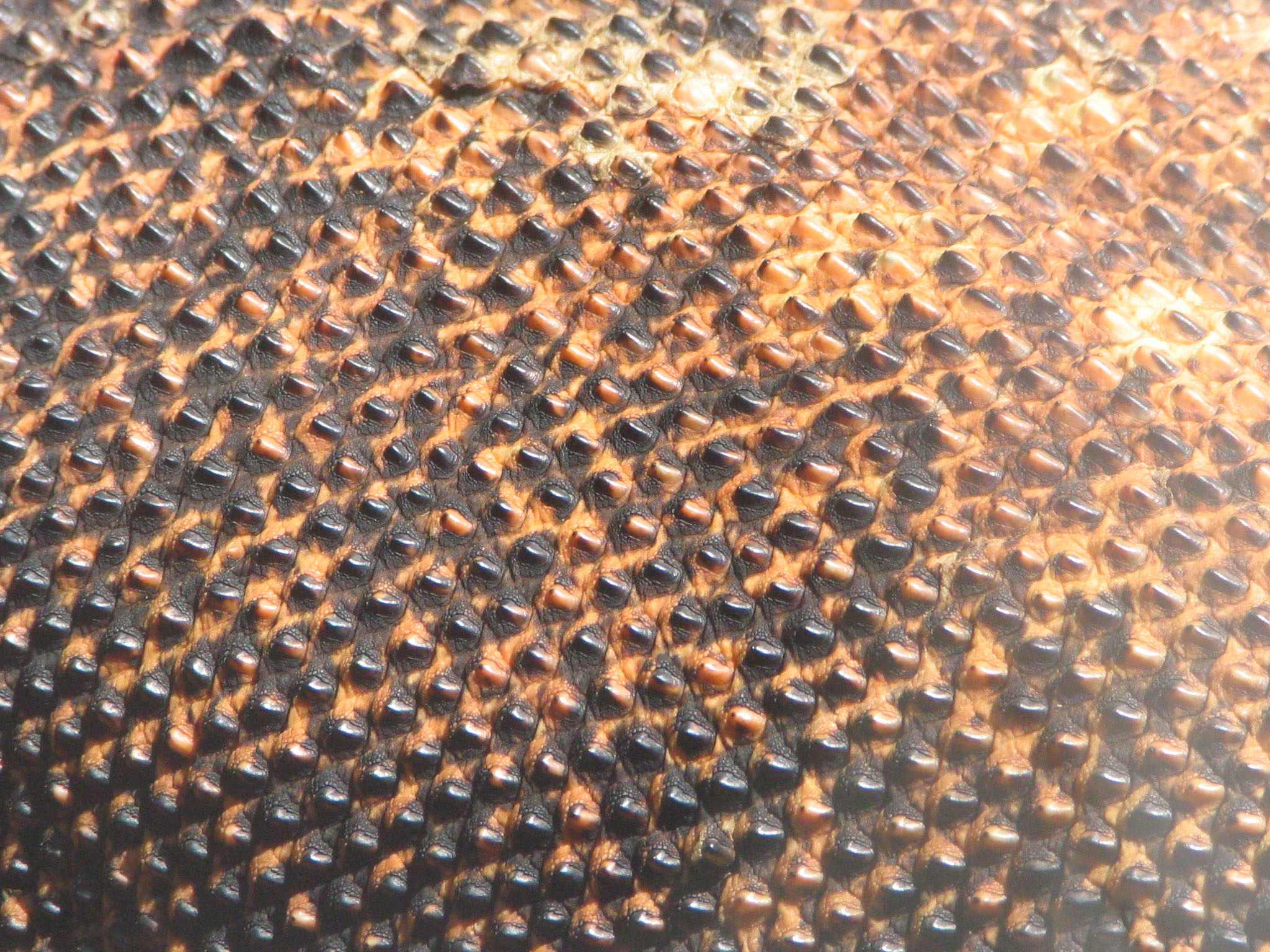
نمای نزدیک از پوست اژدهای کومودو

سردهٔ بزمجه‌ها دارای بیشترین تفاوت در گسترهٔ اندازه بدن در میان اعضای خود، در میان همه سرده‌های مارمولک‌ها است. به همین دلیل، اندازهٔ بدن اژدهای کومودو بسیار بیشتر از اندازه بدن بعضی دیگر اعضای سرده خود است. در حیات وحش، یک اژدهای کومودوی بالغ عموماً حدود ۷۰ کیلوگرم وزن دارد، هرچند که نمونه‌های محبوس و به دام افتاده در باغ وحش‌ها، معمولاً وزن بیشتری دارند. بر طبق کتاب رکوردهای جهانی گینس، یک کومودوی نر بالغ به‌طور میانگین ۷۹ تا ۹۱ کیلوگرم وزن دارد و اندازهٔ آن هم ۲٫۵۹ متر است، در حالی که یک کومودوی مادهٔ میانگین ۶۸ تا ۷۳ کیلوگرم وزن داشته و اندازهٔ آن ۲٫۲۹ متر است. بزرگ‌ترین نمونهٔ رؤیت‌شده ۳٫۱۳ متر طول و با احتساب غذای هضم‌نشده، ۱۶۶ کیلوگرم وزن داشته است. اگرچه اژدهای کومودو اکنون بزرگ‌جثه‌ترین مارمولک موجود در جهان است، اما از خویشاوند منقرض‌شدهٔ خود یعنی بزمجه ماژلان جثهٔ کوچکتری دارد؛ این بزمجه (که تا حدود ۳۰٬۰۰۰ سال پیش نیز در شرق استرالیا حضور داشت) طولی برابر ۷ متر و وزنی نزدیک به ۶۵۰ کیلوگرم داشته است. در مقایسه با دیگر خزندگان، جثهٔ بسیار بزرگ و غیرمعمول هر دو بزمجه ماژلان و کومودو را تنها می‌توان مربوط به پدیده غول‌پیکری جزیره‌ای دانست که در طی آن، درندگانی که به محیطی جزیره‌ای و منزوی وارد می‌شوند دارای جثهٔ بزرگتری نسبت به خویشاوندان ساکن خشکی‌شان می‌شوند، چرا که امکان دارد هیچ جانور گوشت‌خوار دیگری که بتواند رقیب غذایی آن‌ها شود در این جزایر حضور نداشته باشد.
اژدهای کومودو دُمی به اندازهٔ بدن خود و حدود ۶۰ دندان اره‌ای دارد که پیوسته جایگزین می‌شوند و ممکن است اندازهٔ دندان‌ها تا ۲٫۵ سانتی‌متر باشد. بزاق کومودوها عموماً آغشته به خون است، چرا که دندان‌های آن‌ها تقریباً به‌طور کامل با پوشش لثه‌ای پوشیده شده و این لثه‌ها در هنگام غذا خوردن پاره‌پاره و ریش‌ریش می‌شوند و خون حاصل که با بزاق غلیط مخلوط می‌شود، رنگی قرمز به آن می‌دهد. چنین چیزی باعث ایجاد محیطی ایده‌ال برای رشد باکتری‌هایی که در دهان زیست می‌کنند، می‌شود. این جانور همچنین زبانی زرد و دراز دارد که با عمق زیادی «چنگالی» شده است. پوست اژدهای کومودو سخت و پولکی و بر روی بدنش آزاد و شُل‌وار قرار گرفته است. این پوست توسط فلس‌های زرهی مستحکم شده که دارای ساختارهای کوچکی با نام استخوان‌پوست هستند که نقش نوعی جوشن طبیعی را بازی می‌کند. به دلیل پستی و بلندی‌های موجود در پوست کومودوها، ساختن چرم از این نوع پوست میسر نبوده و در نتیجه این جانور از گذشته تاکنون شکار نشده و توانسته نسل خود را حفظ کند.

### حواس
همانند دیگر بزمجه‌ها، اژدهای کومودو تنها یک استخوان گوش دارد، که به آن استخوان رکابی می‌گویند و برای منتقل کردن لرزش‌ها از پرده صماخ به حلزون گوش بکار می‌رود. چنین آرایشی، به این معنی‌ست که احتمالاً آن‌ها تنها می‌توانند صداهایی در محدودهٔ ۴۰۰ تا ۲٬۰۰۰ هرتز را بشنوند. برای مقایسه، انسان می‌تواند صداهای ۲۰ تا ۲۰٬۰۰۰ هرتز را بشنود. پیش‌تر باور بر این بود که آن‌ها ناشنوا هستند، چرا که گزارش شده بود که اژدهای کومودو به نجواها، صداهای بلند و فریادهای محیط، واکنش و هراسی نشان نمی‌دهد. این نظریه هنگامی مورد تردید قرار گرفت که یکی از کارکنان باغ وحش لندن با صدای خود به یک نمونهٔ به دام افتاده و محبوس در باغ وحش، آموخت که برای غذا خوردن بیرون بیاید؛ حتی هنگامی که کومودو قادر به دیدن او نبود و تنها صدای او را می‌شنید.
اژدهای کومودو می‌تواند تا ۳۰۰ متر دورتر را ببیند و حس بینایی آن نقش مهمی در شکار بازی می‌کند، اما چون شبکیه این جانور تنها حاوی یاخته‌های مخروطی است، این‌طور برآورده می‌شود که این جانور دید ضعیفی در تاریکی دارد. اژدهای کومودو می‌تواند به صورت رنگی ببیند، اما شناخت ضعیفی نسبت به اشیاء بی‌حرکت دارد.
اژدهای کومودو همانند بسیاری دیگر از خزندگان از زبان خود برای شناخت محرک‌های مزه و بو استفاده می‌کند. آن‌ها به جای بهره‌گیری از سوراخ بینی، از اندام ژاکوبسون برای بو کشیدن بهره می‌گیرند. حس‌گرهای بویایی این جانور می‌توانند بدن گوزن‌ها را از فاصله دور با بوییدن هوا «مزه» کنند. یک اژدهای کومودو با کمک باد مساعد و عادتش به آونگان کردن سر از یک سو به سوی دیگر در حین راه رفتن، می‌تواند مردار را از فاصلهٔ ۴ تا ۹٫۵ کیلومتری تشخیص دهد. این جانور تنها تعداد کمی جوانه چشایی در پشت حلق خود دارد و در کل فاقد حس چشایی است. فلس‌های آن، که برخی از آن‌ها با استخوان مستحکم شده‌اند، دارای صفحه‌های حس‌گر متصل به اعصاب هستند تا حس لامسه را تسهیل کنند. فلس‌های گرداگرد گوش، لب‌ها چانه و کف پا ممکن است دارای سه صفحهٔ حس‌گر یا بیشتر باشند.

## بوم‌شناسی

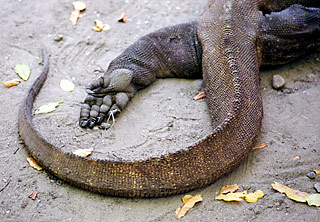
پاها و دم اژدهای کومودو

محیط زندگی اژدهای کومودو، گرم و خشک است و عموماً در علفزارهای باز و خشک، ساوانا و جنگل‌های گرمسیری در ارتفاعات پست زندگی می‌کند. به عنوان جانوری خونسرد، عموماً در روز فعال است، هرچند که برخی فعالیت‌های شبانه هم از خود نشان داده است. بیشترین فعالیت آن در میان ساعت‌های ۶ صبح تا ۱۹ بعد از ظهر است. در ماه‌های گرم سال (میان ژانویه تا مارس)، فعالیت اژدها در گرم‌ترین ساعت‌های روز متمرکز است.
اژدهای کومودو منفرد زندگی کرده و تنها برای خوردن و زایش با دیگر هم‌نوعان خود ارتباط برقرار می‌کند. آن‌ها قادرند تا سرعت ۲۰ کیلومتر بر ساعت بدوند، تا ۴٫۵ متر در زیر آب شیرجه بزنند و در جوانی با بهره‌گیری از ناخن‌های قدرتمندی که دارند، با مهارت از درخت‌ها بالا بروند. آن‌ها همچنین می‌توانند روی پاهای پسین خود بایستند و از دم خود به صورت پایه کمکی استفاده کنند تا بتوانند طعمه دور از دسترس را شکار کنند. با رسیدن به بلوغ، از ناخن‌ها عمدتاً به عنوان سلاح استفاده می‌شود و اندازهٔ بزرگ ناخن‌ها مانع بالا رفتن این جانوران از درختان می‌شود.
اژدهای کومودو با ناخن‌ها و پاهای جلویی (دست‌ها) نیرومند خود حفره‌هایی را به عنوان پناهگاه حفر می‌کند که گشادی آن‌ها گاه ۱ تا ۳ متر است. به خاطر اندازهٔ بزرگی که این جانور دارد و همچنین به خاطر عادت داشتن به خوابیدن در این لانه‌های حفرکرده توسط خود، این جانور می‌تواند گرمای بدنش را در سرتاسر شب حفظ کند و مدت زمان قرار گرفتن در نور خورشید برای به‌دست آوردن گرمای دوباره را به حداقل برساند. در مناطق با پوشش جنگلی و درختان سایه‌دار، اژدهای کومودو بیشتر در بعد از ظهر میان ساعت‌های ۱۲ تا ۱۴ فعالیت دارد اما گاه در اوقات گرم روز، در سایه می‌ماند؛ چرا که پوستش فاقد غده‌های ترشح‌کننده عرق است و به دلیل خونسرد بودن، در صورتی که جانور برای مدت زیادی در زیر آفتاب بماند، دمای بدن می‌تواند به شکل خطرناکی بالا برود. مکان‌های ویژه استراحت، که عموماً در پرتگاه‌هایی با نسیم‌های خنک دریایی واقع شده‌اند، با فضله‌ها نشانه‌گذاری می‌شوند و اژدها آن‌ها را عاری از رستنی‌ها نگاه می‌دارد. آن‌ها نقش مکان‌های استراتژیکی را ایفا می‌کنند که از آن‌ها برای حملهٔ غافلگیرانه به گوزن‌ها استفاده می‌شود.
اژدهای کومودو درنده بالاسر کنام خود به‌شمار می‌رود و بررسی‌ها نشان داده‌اند که حتی دیگر درندگانی، همچون مار پیتون، که در مناطق جزیره‌ای مشابه و نزدیک به جزیره‌های کومودو زندگی می‌کنند، به دلیل وجود این جانور نتوانسته‌اند در جزایر سکونت‌گاه اژدها به زندگی بپردازند. این مارمولک برخلاف دیگر مارمولک‌ها چندان قلمروخواه نیست و از مکان‌هایی که در آن مردارخواری می‌کند در برابر ورود غریبه‌ها دفاع نمی‌کند. اژدهایان اغلب در برخورد با یکدیگر از رودررویی با هم پرهیز می‌کنند؛ چنین رویکردی باعث ذخیره بیشتر انرژی به جای هدر دادن آن برای جنگ و دفاع از قلمرو می‌شود. با این حال این جانوران در فصل جفت‌گیری – انتهای ژوئن تا آغاز اکتبر – و نیز در هنگام غذا خوردن از لاشه می‌توانند به شدت با هم درگیر شوند. در این هنگام اژدهای غالب با درآوردن صداهای هیسس‌وار و تکان دادن شدید دم خود، باعث ترس اژدهای مغلوب و ترک صحنه توسط او می‌شود. غالب معمولاً پس از پیروزی اقدام به نوعی حرکات نمایشی همچون پایین گرفتن سر و راه رفتن آرام با منقبض و سخت کردن ماهیچه‌های پاهای عقبی می‌کند.

### رژیم غذایی

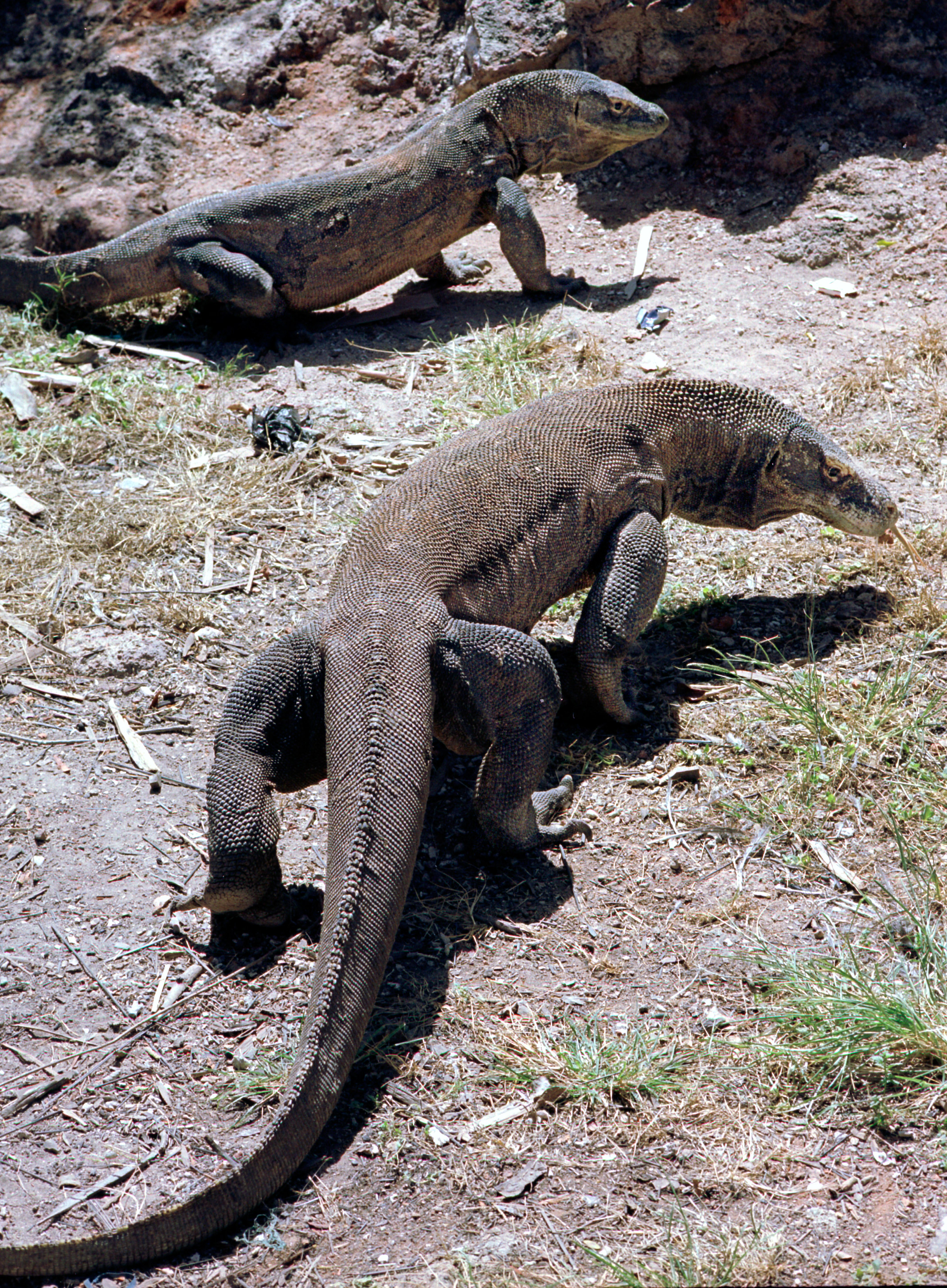
اژدهای کومودو در جزیره رینکا

اژدهای کومودو جانوری گوشت‌خوار است. آن‌ها اغلب از مردار تغذیه می‌کند و برای یافتن مردار فاصله‌های طولانی را می‌پیمایند. آن‌ها اما این توانایی را نیز دارند تا به صورت پنهانی و بی‌سروصدا به طعمه‌های زنده حمله کنند؛ که این روش شکار در میان بزمجه‌های دیگر مرسوم نیست. اژدهای کومودو می‌تواند برای مدت کوتاه تا ۲۰ کیلومتر بر ساعت سرعت بگیرد، ولی راهبرد شکاریش بر مبنای پنهان شدن و سپس حملهٔ قدرتمند است. وقتی که طعمهٔ مناسبی به محل شکار اژدها نزدیک می‌شود، این جانور بی‌باکانه به سوی طعمه یورش می‌برد و سعی می‌کند خودش را به گلو یا بخش‌های زیرین جانور برساند. اژدهای کومودو قادر است با استفاده از حس بویایی قوی خود طعمه را پیدا کند؛ برای نمونه، اژدهای کومودو می‌تواند لاشه یک جانور مرده یا در حال مرگ را از محدوده‌ای به مسافت ۱۱ کیلومتر تشخیص دهد. البته این توانایی به سرعت و سوی وزش باد نیز بستگی دارد. آن‌ها تنها خزندگانی هستند که می‌توانند با دندان‌های خود گوشت را از بدن طعمه بکنند.
اژدهای کومودو بخش بزرگی از بدن طعمه را پاره می‌کند و آن را در حالی می‌بلعد که با پاهای پسین خود لاشه را پایین نگه داشته است. در مورد لاشه‌های کوچک با اندازه‌ای در حد و اندازه یک بز، آرواره‌های کم‌مفصل آنها، جمجمه انعطاف‌پذیر آن‌ها و معدهٔ گسترش‌پذیر آن‌ها باعث می‌شود تا بتوانند کل طعمه را به یکباره قورت دهند. محتوای گیاهی معده و روده‌ها عموماً دفع می‌شود. مقادیر فراوان بزاق قرمزی که اژدهای کومودو تولید می‌کند به نرم کردن غذا کمک می‌کند، اما قورت دادن طعمه عملی وقت‌گیر است (۱۵ تا ۲۰ دقیقه برای قورت دادن یک بز طول می‌کشد). در یک نمونه، اژدهایی ۵۰ کیلوگرمی و بالغ دیده شده است که خوکی ۳۱ کیلوگرمی را پس از تکه‌تکه کردن، در ۱۷ دقیقه خورده است. یک اژدهای کومودو می‌تواند طعمه را به درخت بکوبد تا آن را به‌زور از گلوی خود پایین ببرد و این‌گونه فرایند قورت دادن را تسریع بخشد. گاهی اوقات آنچنان طعمه محکم به درخت کوبیده می‌شود که درخت سقوط می‌کند. برای اینکه در حین قورت‌دادنِ طعمه خفه نشود، اژدها با استفاده از مجرای کوچکی که در زیر زبان وجود دارد و به ریه متصل است، نفس می‌کشد. پس از خوردن غذا تا سقف ۸۰ درصد وزنش، اژدها اقدام به نوشیدن از گودال‌های آب می‌کند. همچنین، خود را به مکانی آفتابی می‌برد تا عمل هضم تسریع گردد، چرا که اگر غذا برای مدت طولانی هضم نشده باقی بماند، ممکن است بگندد و جانور را مسموم کند. کومودوهای بزرگ به خاطر متابولیسم آهسته‌ای که دارند، می‌توانند با خوردن تنها ۱ وعده غذای مفصل در ماه زنده بمانند و بقیه مدت را با وعده‌های کوچکتری همچون موش سپری کنند. پس از هضم غذا، توده‌ای از شاخ‌ها، مو و دندان‌هایی که در مخاطی پیچیده شده‌اند را استفراغ می‌کند. این مخاط با مخلوطی نیمه‌جامد و محتوی اسید اوره سفیدرنگ پوشیده شده است. مخاط چنان بوی بدی می‌دهد که اژدها خود نیز تحملش را ندارد و پس از بالا آوردنش، سر خود را با خاک و گیاهان اطراف تمیز می‌کند تا بوی بد مخاط را دفع کند.

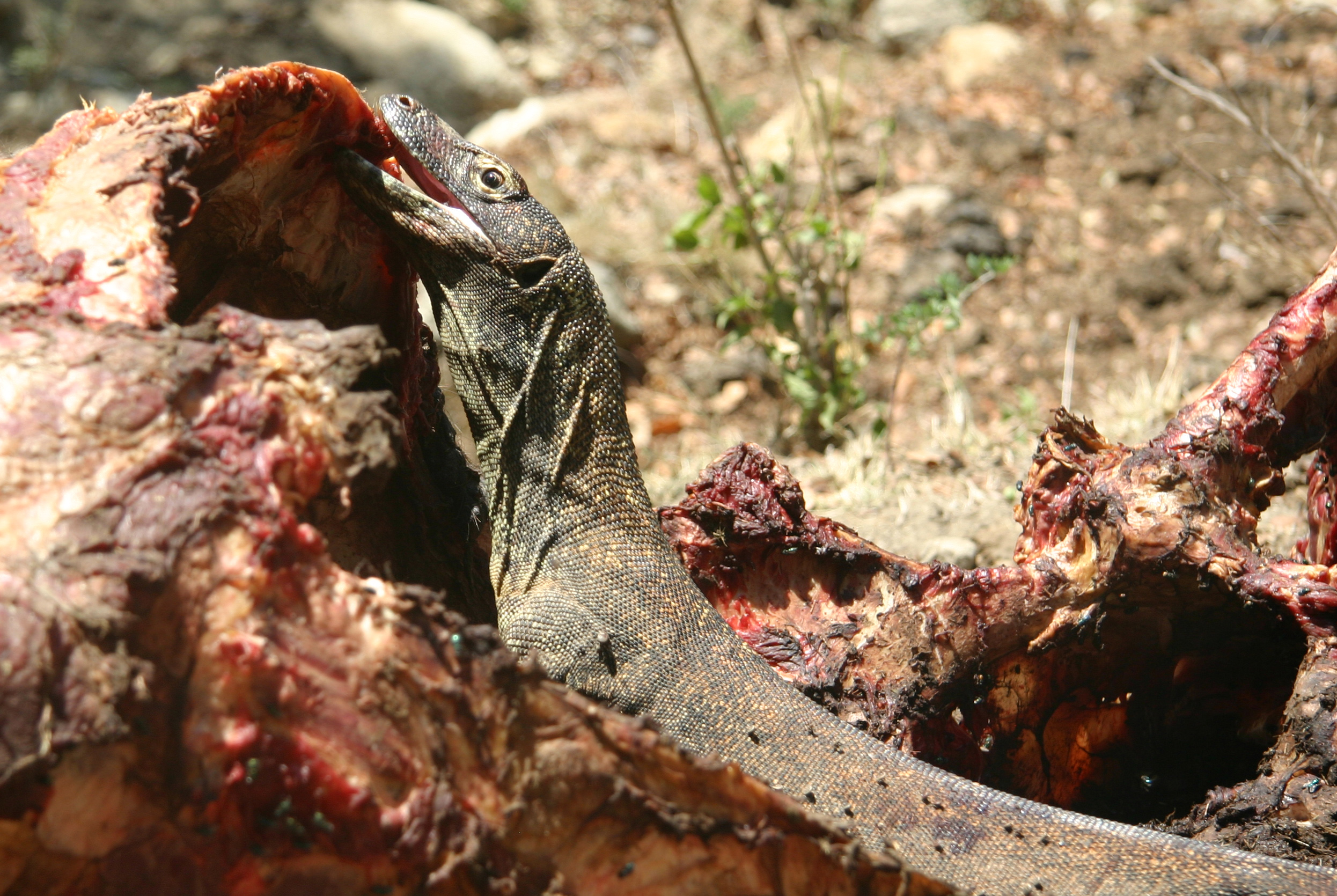
اژدهای کومودو در جزیره رینکا در حال تغذیه از لاشهٔ یک گاومیش.

در هنگام گرد آمدن بر دور لاشه، کومودوهای بزرگ‌تر زودتر به غذا خوردن می‌پردازند، در حالی که کومودوهای کوچکتر می‌بایست منتظر بزرگترها بمانند. نرهای بزرگ‌تر چیرگی خود را اعلام می‌کنند و نرهای کوچکتر هم با استفاده از زبان یا با غرش کردن، تسلیم بودن خود را نشان می‌دهند. کومودوهای هم‌اندازه ممکن است سر طعمه با هم دعوا کنند. بازنده‌ها عموماً عقب‌نشینی می‌کنند، هرچند که دیده‌شده که جانور پیروز اقدام به خوردن بازنده می‌کند.
در حالت کلی، اژدهای کومودو هر جانور بر سر راه خود را می‌خورد. رژیم غذایی آن‌ها گسترده است و بی‌مهرگان، دیگر خزندگان (از جمله کومودوهای کوچک‌تر)، پرندگان، تخم پرندگان، پستانداران کوچک، میمون‌ها، خوک وحشی، بزها، گوزن، اسب و گاومیش را شامل می‌شود. کومودوهای جوان حشرات، تخم‌ها، گکوها و جوندگان کوچک را هم می‌خورند. این طعمه‌ها اغلب در درختان یافت می‌شوند و تنها کومودوهای جوان و فرز توانایی بالا رفتن از درختان را دارند. بر پایه مواد یافت‌شده در مدفوع اژدها، غذای اصلی این جانور را گوزن سوندا تشکیل می‌دهد. گوزن‌های با سن کمتر از ۱ سال یا بیشتر از ۶ سال بیشترین تعداد گوزن‌های شکارشده توسط کومودوها را تشکیل می‌دهند که اغلبشان با روش پنهان شدن و حملهٔ یکباره در کنار آبشخورها شکار می‌شوند. به نظر می‌رسد که اژدهای کومودو علاقه ویژه‌ای به اسب‌ها و بزها و خوک‌های باردار داشته باشد. اژدها با زیر نظر گرفتن این طعمه‌ها و جدا کردنشان از دیگر اعضای گروه، نه تنها باعث وضع حمل ناقص و کشنده برای جانور می‌شوند – که در نوع خود طعمه‌ای ضعیف و مناسب برای اژدها پدیدمی‌آورد – که گاه نوزاد تازه به دنیا آمده را «از میان دو پای مادهٔ در حال زا می‌رباید». از دیگر طعمه‌های کومودوها می‌توان به لاشه ماهیان افتاده بر کرانه اقیانوس، و تخم لاک‌پشت‌های سبز و پوزه‌عقابی یافت‌شونده در کرانه‌ها اشاره کرد.
آن‌ها همچنین هم‌نوع‌خواری نیز می‌کنند؛ این به ویژه هنگامی روی می‌دهد که آن‌ها به شکل گروهی به دور مردار در حال تغذیه هستند. بیشتر هم‌نوع‌هایی که خورده می‌شوند کومودوهای جوان یا لاشهٔ کومودوهای مرده است. تخمین زده می‌شود که کومودوهای جوان، بالغ بر ۱۰ درصد غذای مصرفی کومودوهای بزرگ‌سال را تشکیل دهند. به همین دلیل، هنگامی که یک کومودوی جوان به طعمه‌ای که توسط کومودوی بالغ در حال خورده شدن است نزدیک می‌شود، خود را در محتویات روده‌های طعمه «می‌غلتاند» تا بالغ گرسنه را از حمله به خود دور نگاه دارد. بر طبق گفتهٔ دیوید اتنبرو، عادت هم‌نوع‌خواری ممکن است برای بالغ‌ها مقرون به صرفه باشد، چرا که طعمه‌های با اندازهٔ متوسط در جزیره‌های محل زندگی اژدهای کومودو نادر هستند.
گه‌گاه، آن‌ها از انسان‌ها و اجسادشان هم تغذیه می‌کنند، حتی ممکن است قبرهای کم‌عمق انسان‌ها را حفر کرده و اجساد موجود در آن‌ها را بخورند. عادت حمله به قبرها باعث شده ساکنان جزیرهٔ کومودو قبرها را به جای زمین‌های شنی، در زمین‌هایی حفر کنند که خاک رس دارند و تخته‌سنگ‌هایی هم بر روی آن قرار دهند تا مانع اژدهای کومودو شوند. جرد دایموند (۱۹۸۷)، زیست‌شناس فرگشتی، این نظریه را مطرح کرد که اندازه اژدهای کومودو ممکن است به گونه‌ای فرگشت یافته باشد که بتواند فیل‌های کوتوله منقرض‌شدهٔ پوشیده‌دندان را – که روزگاری در جزیره فلورس زندگی می‌کردند – بخورد. با این حال به دلیل آنکه در آن هنگام دیگر طعمه‌های بزرگ‌جثه‌ای چون گاوها و خوک‌های وحشی نیز در آن ناحیه حضور داشتند، ممکن است نظریه دایموند درست نباشد.
اژدهای کومودو نیز همانند دیگر درندگان، مقدار زیادی از آب مورد نیاز بدن خود را از خوردن گوشت طعمه‌های خود تأمین می‌کند و کمتر نیازی به نوشیدن آب از رودخانه‌ها دارد؛ اگرچه حتی نمونه‌هایی که پس از غذا خوردن بسیار اقدام به نوشیدن آب کرده‌اند نیز دیده شده‌اند. نزدیک به ۸۵ درصد وزن بدن طعمه‌های اژدها را آب تشکیل می‌دهد. بررسی‌های گرین و همکاران (۱۹۹۱) میزان آب آشامیدنی ورودی به بدن یک اژدها را در سال ۲۵٫۵ میلی‌لیتر به ازای هر کیلوگرم جرم بدن تخمین زده است. نحوهٔ نوشیدن اژدهای کومودو به این صورت است که مایع به وسیلهٔ پمپاژ دهانی از اندام لامی و ماهیچه‌های چسبیده به آن به دهان وارد می‌شود (فرایندی که از آن برای تنفس هم استفاده می‌شود)؛ سپس هنگامی که آب به حلق می‌رسد، سر بالا آمده، اندام لامی منقبض می‌شود تا آب بتواند از مجرای گلو پایین برود.

### بزاق

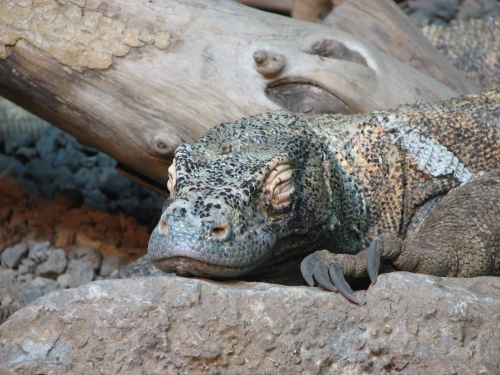
اژدهای کومودوی خوابیده، ناخن‌های بزرگ و خمیده آن برای خوردن و جنگیدن مناسب هستند.

اوفن‌برگ نخستین کسی بود که با مشاهده عفونی شدن سریع جای گاز کومودوها بر گاومیش‌های قربانی، این نظریه را مطرح کرد که در بزاق «قرمزگون و فراوان» این جانوران باکتری‌هایی وجود دارند که کومودها از آن‌ها به عنوان زهر بهره می‌گیرند. او دریافت که آن‌ها پاتوژن‌های عفونی – به ویژه باکتری‌های اشریشیا کلی، استافیلوکوک، پروویدنسیا و پروتئوس – در بزاقشان دارند. به گفته او، در حالی که این پاتوژن‌ها را می‌شد در دهان کومودوهای وحشی پیدا کرد، آن‌ها در دهان نمونه‌های به دام افتاده پیدا نمی‌شدند و این به خاطر رژیم غذایی پاکیزه‌تر آن‌ها و استفاده از آنتی‌بیوتیک‌ها بود. این مسئله با برداشتن نمونه‌های مخاطی از سطوح لثهٔ آرواره‌های بالایی دو اژدهای تازه‌گرفته‌شده، تأیید شده است. نمونه‌های بزاق توسط پژوهشگران در دانشگاه تگزاس مورد بررسی قرار گرفتند؛ آن‌ها ۵۷ گونه باکتری در حال رشد در دهان سه اژدهای کومودو پیدا کردند که یکی از آن‌ها پاستورلا مالتوسیدا بود؛ باکتری که می‌تواند در انسان به مرگ منجر شود.
یافته‌های تیم دانشگاه تگزاس بسیاری از دانش‌مندان را قانع کرد که شکار اژدهای کومودو توسط گاز گرفتن طعمه و سپس انتظار برای مرگ طعمه از عفونت ناشی از گاز خودش، انجام می‌شود. با این حال پژوهش‌ها در سال ۲۰۱۳ نشان دادند که باکتری‌های موجود در دهان اژدهای کومودو معمولی هستند و باکتری‌هایی مشابه آن‌ها در دیگر گوشت‌خواران نیز دیده شده است. افراد مورد بررسی گونه در پژوهش فرای، گلدستاین و همکاران – که ۱۰ تای آن‌ها بالغ و ۶ تا نوزاد بودند و از سه باغ وحش ایالات متحده انتخاب شده بودند – همگی بهداشت دهان بسیار مناسبی داشته‌اند. برخلاف تصور، آن‌ها در دندان‌هایشان تکه‌هایی از گوشت فاسد را که ممکن است از خوراکی که خورده‌اند باقی‌مانده باشد و باعث رشد باکتری شوند نداشتند و میزان باکتری‌های موجود در دهانشان حتی کمتر از باکتری‌ها معمول موجود در دهان شیر یا شیطان تاسمانی بوده است.
فرای و گلدستاین با زیر سؤال بردن یافته‌های دانشگاه تگزاس، نشان دادند که باکتری‌های یافت شده در نمونه‌های پژوهش پیشین نه تنها «معمولی» بوده‌اند، که در نمونه‌های مختلف نیز به صورت پی‌درپی دیده نشده‌اند؛ چیزی که از دیدگاه فرگشتی نمی‌تواند راهبردی شکاری برای جانور تلقی شود. به باور آن‌ها، اگرچه باکتری‌های طبیعی موجود در محیط زیست طبیعی و نیز دهان کومودوها «می‌تواند» باعث مرگ شود، اما مردن طعمه در اصل توسط گاز شدید گرفته شده توسط اژدها، خون‌ریزی بی‌وقفه، و در نهایت شوک ناشی از کم شدن سریع خون است. در مورد بوفالوهای وحشی، آن‌ها مرگ بوفالوها را این گونه توجیه کردند که از آنجا که این جانوران بومی جزایر کومودو نیستند، هنگامی که مورد حمله قرار می‌گیرند، وارد آب می‌شوند. در این صورت می‌توان آب گرم و پر از مدفوع را علت آلودگی باکتریایی دانست.

### زهر
در اواخر ۲۰۰۵، پژوهشگران دانشگاه ملبورن به سرپرستی فرای گمانه‌پردازی کردند که بزمجه بزرگ، دیگر گونه‌های بزمجه و نیز مارمولک‌های اژدها ممکن است دارای سم باشند. این گروه بر این باور بودند که تأثیرات فوری پس از گازگرفتن‌های این بزمجه‌ها به دلیل آلودگی خفیف به زهر هستند. در مورد گاز گرفته شدن دست انسان، این تأثیرات فوری – که شامل باد کردن سریع، اخلال در لخته شدن موضعی خون و رسیدن درد تا آرنج می‌شوند – در گاز هر سه بزمجه مشبک، اژدهای کومودو و بزمجه خالدار درختی یکسان دیده می‌شوند. برخی از این نشانه‌ها تا چند ساعت هم ادامه پیدا می‌کنند.
در سال ۲۰۰۹ همان محققان شواهد بیشتری منتشر کردند که نشان می‌داد اژدهای کومودو گازی سمی دارد. اسکن MRI جمجمه یک اژدها نشان از وجود دو غده بزاقی در آرواره پایینی داد. پژوهشگران در باغ وحش سنگاپور یکی از این غده‌ها را از سر یک نمونهٔ بیمار که در حال مرگ بود استخراج کردند و دریافتند که حاوی چندین پروتئین زهرآگین مختلف است. از جمله تأثیرات شناخته‌شدهٔ این پروتئین‌ها، می‌توان به جلوگیری از لخته شدن خون، پایین آوردن فشار خون، فلج ماهیچه‌ای و القا کردن خفگی اشاره کرد، که در نهایت باعث ایجاد شوک و از دست دادن آگاهی در طعمهٔ مسموم می‌شود. در نتیجهٔ این کشف، نظریه پیشین مبنی بر اینکه باکتری‌ها موجب کشته‌شدن قربانیان اژدهای کومودو می‌شوند، مورد تردید قرار گرفت.
اگرچه کشف غده‌های زهر در دهان کومودوها در آغاز باعث شگفتی دانشمندان شد، با این حال تعدادی از آن‌ها اینکه زهر به تنهایی بتواند اثرات گاز اژدهای کومودو را باعث شود مورد تردید قرار دادند. کرت شونک، زیست‌شناس فرگشتی، دلیل اصلی پدید آمدن اثرات گاز را، از دست دادن خون و شوک دانسته است و نه تأثیر پروتئین‌های سمی موجود در زهر. به باور فرای نیز زهر موجود در گاز کومودوها تنها بخشی از راهبرد حمله‌ای مارمولک‌های بزمجه‌وار است. نزدیک به ۱۰۰ مارمولک دارای زهر در غده‌های درون دهان خود هستند؛ اما آن‌ها از زهر خود نه به تنهایی (همچون مورد نیش زدن مار کبرا)، بلکه به همراه گاز شدید و کندن گوشت قربانی توسط دندان‌های اره‌مانند بهره می‌گیرند. زهردار بودن اژدهای کومودو و دیگر اعضای موجود بزمجه‌ایان، وجود زهر در بدن خویشاوند نزدیک و منقرضشان، بزمجه ماژلان را نیز نتیجه می‌دهد. چنین چیزی به بزمجه ماژلان لقب «بزرگ‌ترین مارمولک زهردار تاریخ» را می‌دهد.

### تولید مثل

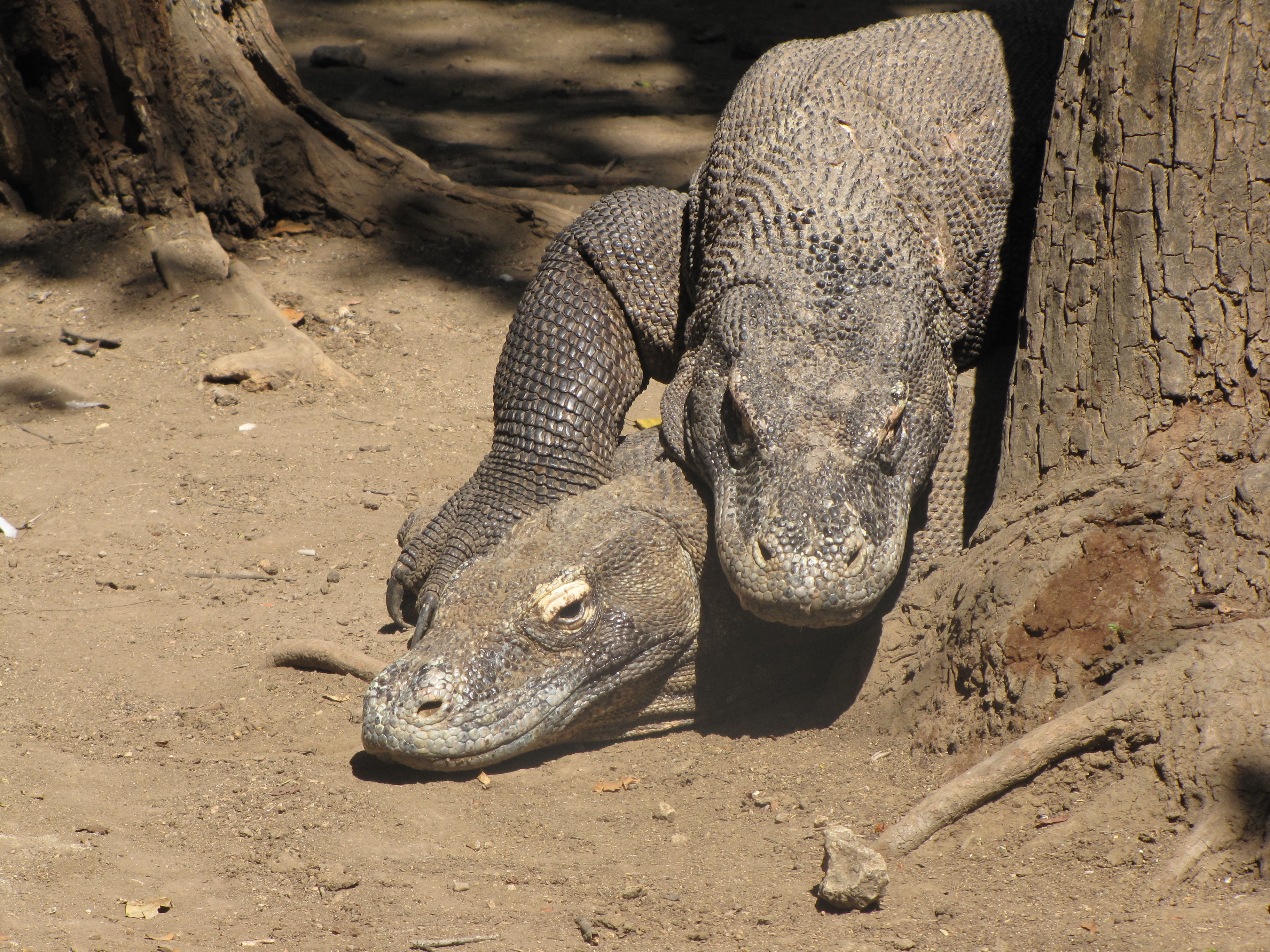
دو اژدهای کومودو در حال جفت‌گیری

جفت‌گیری در بین ماه‌های اردیبهشت و مرداد صورت می‌گیرد و تخم‌ها در ماه شهریور گذاشته می‌شود. در این دوره، نرها برای به‌دست آوردن ماده‌ها به رقابت و نبرد می‌پردازند، به این صورت که روی پاهای پسین خود می‌ایستند و با هم دست به گریبان می‌شوند و بازنده در نهایت به زمین زده می‌شود. این نرها ممکن است برای آماده شدن برای دعوا، استفراغ یا مدفوع کنند. برنده دعوا، زبان دراز خود را به طرف ماده سوسو می‌دهد تا به وضعیت پذیرش جنسی ماده آگاه شود. در صورتی که ماده پذیرای جفت‌گیری نباشد، عدم تمایل خود به آمیزش را با ناخن کشیدن و گاز گرفتن با دندان‌ها نشان می‌دهد. در نتیجه نر در هنگام آمیزش باید ماده را کاملاً مهار کند تا به خودش آسیبی نرسد. از جمله دیگر نشانه‌های عشق‌بازی، نرها چانه خود را به ماده‌ها می‌مالند، پشت آن‌ها را به سختی می‌خارانند و آن‌ها را می‌لیسند. نزدیکی جنسی هنگامی پدید می‌آید که نر یکی از نیمه‌کیرهای خود را – بسته به موقعیت بدنیش نسبت به ماده – وارد پارگین ماده می‌کند.
ماده، تخم‌های خود را در سوراخ‌هایی که در بغل تپه کنده شده یا در بقایای متروکهٔ آشیانهٔ مرغ خاشاک پا–نارنجی می‌گذارد و پشته‌های رهاشده را نیز ترجیح می‌دهد. این آشیانه‌های رهاشده مخلوطی از خاک و خاشاک هستند که ۱۵۰ سانتی‌متر ارتفاع و ۵ تا ۶ متر قطر دارند. اگرچه بیشتر بزمجه‌ها تخم‌های خود را درون تنها یک لانه می‌گذارند، اما اژدهای کومودوی ماده گاه تخم‌های خود را در چندین لانهٔ جدا می‌گذارد که به نظر برای کم کردن احتمال نابود شدن همهٔ تخم‌ها با هم انجام می‌شود. حدود ۲۰ تخم با وزن میانگین ۱۲۵ گرم گذاشته می‌شود که ۷ تا ۸ ماه طول می‌کشد تا نوزادان از تخم‌ها سر برآورند. در این هنگام ماده بر روی آشیانه می‌خوابد تا از فرزندانش که قرار است سر از تخم در بیاورند پاسداری کند؛ اگرچه هیچ نشانه‌ای از مراقبت مادر پس از بیرون آمدن فرزندان از تخم در دسترس نیست. برای بیرون آمدن بیشترین تعداد نوزاد، دمای محل تخم‌ها باید میان ۲۸ تا ۲۹٫۵ درجه سانتی‌گراد باشد. پس از شکافتن تخم، نوزاد ممکن است ساعت‌ها همان‌جا در تخم‌ها بماند و بعد شروع به بیرون آمدن از لانه بکند. در تولد، این نوزادان تنها ۸۰ تا ۱۰۰ گرم وزن، و ۳۰۰ میلی‌متر طول دارند، و بسیار بی‌دفاع هستند و امکان شکار شدنشان وجود دارد. تقریباً سه تا پنج سال طول می‌کشد تا اژدهای کومودو بالغ شود و میانگین عمرشان در حیات وحش ۸٫۵ سال است. اگرچه میانگین عمر آن‌ها در اسارت ۱۶ سال و ۷ ماه است، اما ممکن است تا ۳۰ سال هم به طول بینجامد.
مشخصه نوزادهای از تخم بیرون آمده داشتن الگویی به رنگ قهوه‌ای با خال‌های بزرگ و مشخص زرد نارنجی در ناحیه کمری و پوزه‌شان است. می‌توان رنگ خاکستری روشن با خال‌های سفید را در ناحیه صورت تا پاهای جلویی مشاهده کرد. ناحیه شکمی نیز زرد روشن با نقطه‌های تاریک بزرگ است. چنین الگوی رنگ‌آمیزی با افزایش سن جانور از میان می‌رود و جای خود را به پوزه‌های اندکی روشن و بدن با رنگ قهوه‌ای خاکی در سنین جوانی می‌دهد. بالغ‌ها اما به رنگ قهوه‌ای یک‌دست هستند و ماده‌ها می‌توانند پوزه‌هایی با رنگ‌آمیزی قهوه‌ای–سبز داشته باشند.
کومودوهای جوان عمدهٔ سال‌های ابتدایی خود را در درختان سر می‌کنند و در آنجا از دست شکارچیان که ممکن است کومودوهای بزرگ‌سال هم‌نوع‌خوار باشند، در امان هستند. پس از بلوغ، آن‌ها اغلب تنها در هنگام غذا خوردن از لاشه یا برای تولید مثل با هم تماس برقرار می‌کنند؛ با این حال بسیاری مواقع کومودوهای نر و ماده پس از آشنایی با هم تشکیل جفت‌پیوندی می‌دهند که در نوع خود میان خزندگان کم‌همتا است.

#### بکرزایی

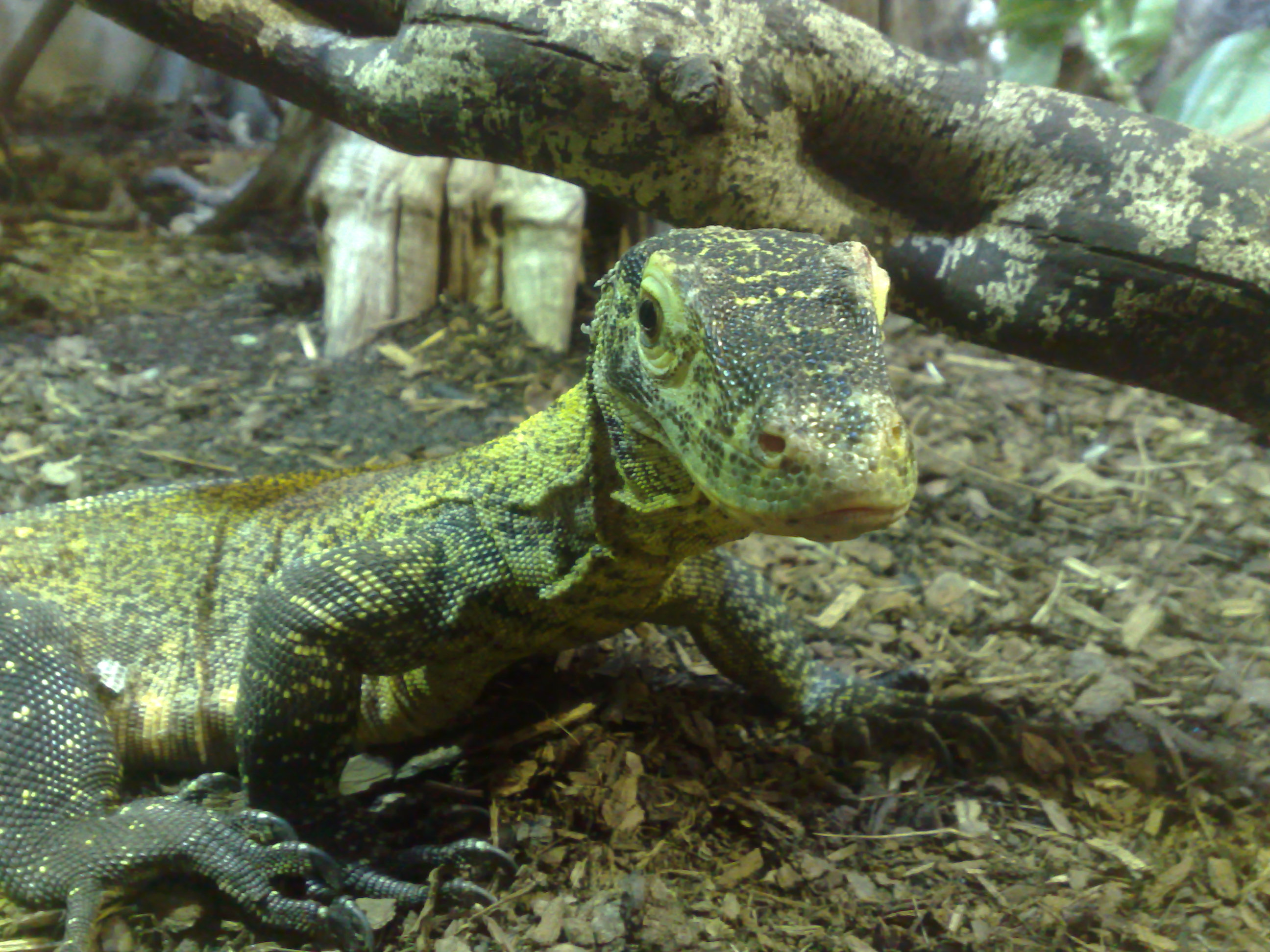
اژدهایی جوان که از روش بکرزایی و بدون داشتن پدر به دنیا آمده است، باغ وحش چستر، انگلستان

در اواخر سال ۲۰۰۵، یک اژدهای کومودو ماده در باغ وحش لندن که بیش از دو سال بود از گروه نرها جدا شده بود، دسته‌ای تخم گذاشت. دانشمندان در ابتدا تصور کردند که اژدهای ماده توانسته اسپرم را از نزدیکی‌های پیشین با نرها در خودش ذخیره کند، سازگاری که به آن لقاح اضافی می‌گویند. در ۲۰ دسامبر ۲۰۰۶، گزارش شد که یک اژدهای کومودوی به دام افتاده به نام فلورا که در باغ وحش چستر انگلیس زندگی می‌کرد، دومین کومودو شناخته‌شده‌ای بود که بدون تماس با جنس مذکر تخم گذاشته است. او ۱۱ تخم گذاشت که هفت تا از آن‌ها به بار رسیدند و همگی نر بودند. در این میان، سه تخم پس از منتقل کردن به یک ماشین جوجه‌کشی شکسته و تکه‌تکه شدند. این تخم‌های فروپاشیده مورد آزمایش‌های ژنتیکی دانشمندان دانشگاه لیورپول در انگلستان قرار گرفتند و تأیید شد که فلورا هرگز تماس فیزیکی با یک نر نداشته است. پس از کشف کردن مسئلهٔ تخم‌های فلورا، آزمایش‌ها نشان داد که تخم‌های اژدهای دیگری به نام سانگای هم بدون بارورسازی خارجی تولید شده است. در ۳۱ ژانویه ۲۰۰۸، باغ وحش منطقه سجویک در ویچیتا، کانزاس نخستین باغ وحش در آمریکا شد که اقدام به مستند کردن بکرزایی در اژدهای کومودو کرد. این باغ وحش دو کومودوی مادهٔ بالغ داشت، که یکی از آن‌ها حدود ۱۷ تخم در تاریخ ۲۰ مه ۲۰۰۷ گذاشت. به دلیل کمبود فضا، تنها دو تخم به بار رسیدند. نخستین آن‌ها در ۳۱ ژانویه ۲۰۰۸ و دومی در ۱ فوریه به بار نشستند و هر دو نیز نر بودند.
به دلیل قوانین ژنتیکی حاکم بر روند بکرزایی اژدها، نوزادان پدید آمده همواره نر هستند. اژدهای کومودو دارای کروموزومهای W و Z است – در ماده‌ها یک W و یک Z و در نرها دو Z – که در هنگام بکرزایی تنها یک کروموزوم منتقل می‌شود. از این رو تنها تخم‌هایی با کروموزوم‌های ZZ یا WW پدید می‌آیند. از آنجا که تخم‌های WW منجر به تولید اژدها نمی‌شوند، تنها تخم‌های دارای کروموزوم‌های ZZ و در نتیجه تنها نرها به بار می‌نشینند.
بنا بر بررسی‌های واتس انجام‌شده، تغییر روش زایشی اژدهای ماده از آمیزشی به غیرآمیزشی یک سازگاری وابسته به در دسترس بودن نرها بوده است، که به تدریج و در طی فرگشت در این جانوران پدید آمده است تا بتواند به آن‌ها در شرایطی که دور از هر تماسی با نرها قرار می‌گیرند، در جمعیت‌سازی کمک کند. از جمله این شرایط می‌توانسته هنگامی باشد که موج‌های اقیانوسی، اژدهای ماده‌ای را به جزیره دوردستی بیندازند که هیچ کومودوی دیگری در آن ساکن نبوده است؛ چیزی که در شرایط جغرافیایی اندونزی به کرات پدید می‌آید. امروزه، پدیده بکرزایی اژدها در باغ وحش‌هایی دیده می‌شود که نرهای آن باغ وحش برای آنکه با ماده‌های دیگر باغ وحش‌ها آمیزش کنند اجاره داده شده باشند و دیگر نری در گروه اژدهایان باغ وحشِ نخست حضور نداشته باشد. پیشنهاد داده شده است که انجام چنین کاری متوقف شود تا جلوی ورود ماده‌ها به مرحله بکرزایی و در نتیجه کاهش تنوع ژنتیکی در نمونه‌های موجود در اسارت گرفته شد.

## گستره پراکندگی
اژدهای کومودو را تنها در جزایر کومودو، رینکا، گیلی داسامی، گیلی موتانگ، و فلورس در اندونزی می‌توان یافت. در فلورس، قلمرو این جانوران تنها محدود به نواحی کرانه‌ای است. در کرانه جنوب غربی جزیره، افراد این گونه را می‌توان در جنوب جزیره سانو گوانگ تا ذخیره‌گاه وائه ووئول در ۱۰ کیلومتری جنوب شهر لوبان باجو یافت. کومودوها همچنین در کرانه شمالی جزیره نیز حضور دارند.
کومودوها را می‌توان در ارتفاع‌های تا ۸۰۰ متر از سطح دریا یافت. آن‌ها جنگل‌های استوایی خشک، جنگل‌های موسمی برگریز مرطوب، ساواناها، و جنگل‌های حرا را برای زندگی برمی‌گزینند.

## تاریخچه

### کشف در دنیای غرب

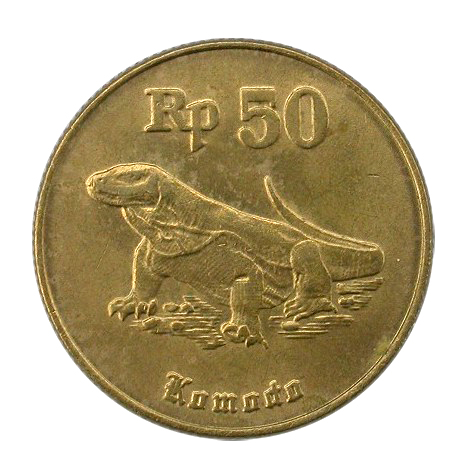
سکه‌ای با نقش اژدهای کومودو، ضرب‌شده در اندونزی

اژدهای کومودو نخستین بار در سال ۱۹۱۰ توسط اروپاییان شناسایی شد. شایعه‌هایی رایج به «مارمولک جزیره» به سروان فان اشتاین هنزبروک رسیده بود که آن هنگام در فرمانداری مستعمراتی هلند کار می‌کرد. در سال ۱۹۱۲، هنگامی که پیتر اوونز، سرپرست موزه جانورشناسی در بوگور، جاوه، که یک عکس و یک پوست از طرف سروان و همچنین دو نمونه از طرف یک کلکسیونر دریافت کرده‌بود، مقاله‌ای در این مورد منتشر کرد که باعث شهرت بیشتر این مبحث شد. دو اژدهای کومودوی زنده‌ای که نخستین بار به اروپا برده شدند، در سال ۱۹۲۷ در بخش خزندگان باغ وحش لندن به نمایش گذاشته شدند. جوآن بوشان پراکتر برخی از نخستین معاینات را بر روی این جانوران در بند انجام داد و رفتار یکی از این جانوران را در سال ۱۹۲۸ در گردهمایی علمی انجمن جانورشناسی لندن مورد تشریح قرار داد. دابلیو داگلاس بردن در سال ۱۹۲۶ بیشتر به خاطر دیدن این جانور، به جزیرهٔ کومودو رفت. پس از اینکه او با ۱۲ نمونهٔ مرده اما در وضعیت مناسب نگهداری شده، و دو نمونهٔ زنده به اروپا برگشت، پژوهش‌های او الهام‌بخش فیلم کینک گونگ محصول سال ۱۹۳۳ شد. همچنین این بردن بود که واژهٔ رایج «اژدهای کومودو» را برای نامیدن این جانور بکار برد. سه تا از نمونه‌های او توپُر شده‌اند و هنوز در موزه تاریخ طبیعی آمریکا در معرض نمایش قرار دارند.

### مطالعات

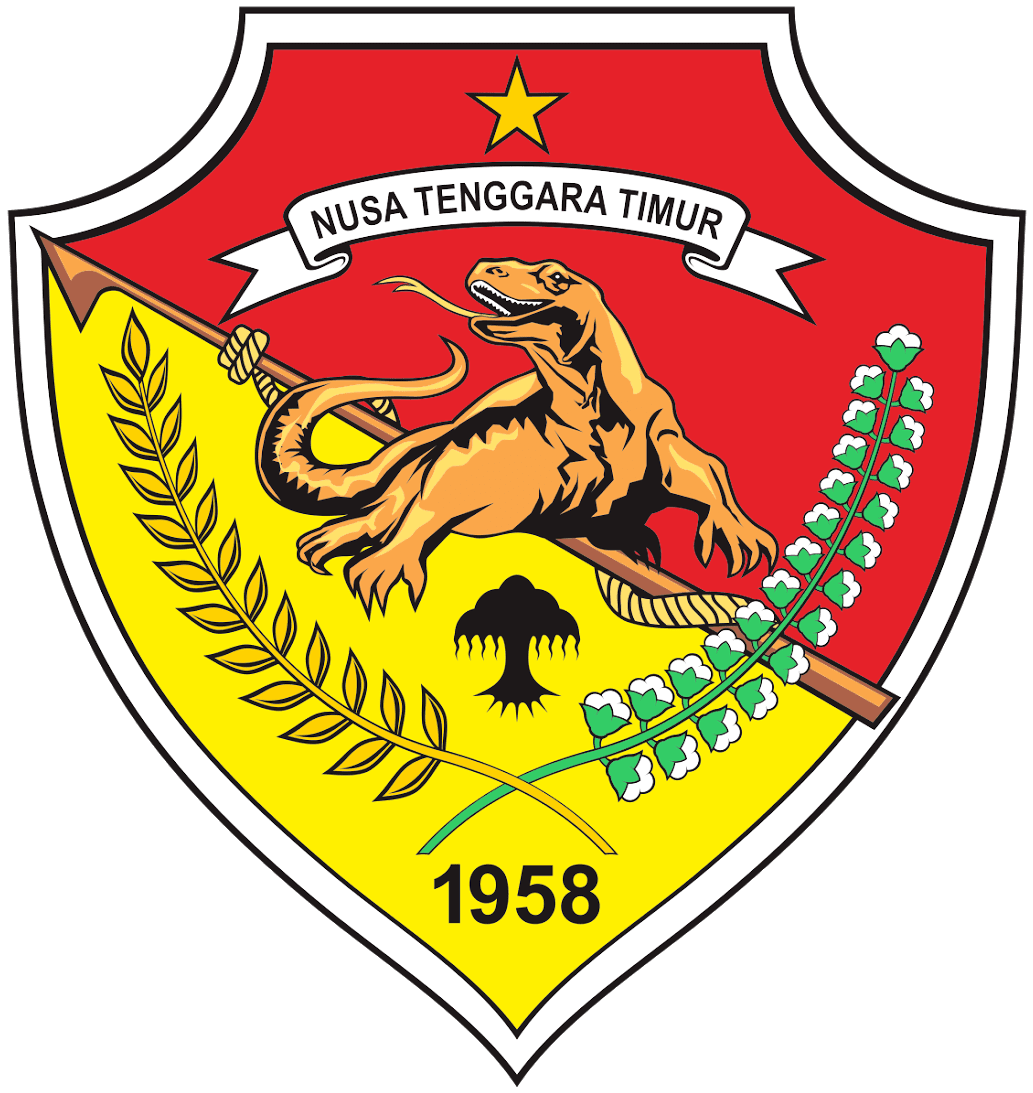
اژدهای کومودو در نشان استان سوندای شرقی

تا پیش از جنگ جهانی دوم، اندونزی مستعمره‌ای از هلند به‌شمار می‌آمد. هلندی‌ها که متوجه تعداد اندک کومودوها در حیات وحش شده بودند، شکار تفریحی آن‌ها را منع کرده و تعداد کومودوهایی که برای مطالعات علمی گرفته می‌شدند را هم به شدت محدود کردند. با آغاز جنگ جهانی دوم، سفرها برای گرفتن کومودوها بسیار کم شد و تا حد صفر رسید و تا دهه‌های ۱۹۵۰ و ۱۹۶۰ هم از سر گرفته نشد، تا اینکه در آن هنگام رفتار غذاخوردن، تولید مثل و دمای بدن کومودوها مورد بررسی قرار گرفتند. در همان هنگام، سفری برنامه‌ریزی شد که قرار بود مطالعهٔ طولانی‌مدتی بر روی اژدهای کومودو گردد. این وظیفه به خانوادهٔ اوفنبرگ محول شد که در سال ۱۹۶۹، ۱۱ ماه را در جزیرهٔ کومودو سپری کردند. در حین اقامت آنها، والتر اوفنبرگ و دستیارش پوترا ساستراوان بیش از ۵۰ اژدهای کومودو را به دام انداخته و به آن‌ها نشان چسباندند. بعدها نتایج و دستاوردهای سفر اوفنبرگ در بزرگ کردن و پرورش دادن کومودوهای در بند تأثیر زیادی گذاشت. پژوهش‌های بعدی از سوی خانوادهٔ اوفنبرگ گوشه‌های تاریک دیگری از طبیعت اژدهای کومودو را نمایان کرد، و زیست‌شناسانی همچون کلودیو چیوفی، از دانشگاه ییل، به مطالعه این موجودات ادامه می‌دهند.

## محافظت و وضعیت بقا

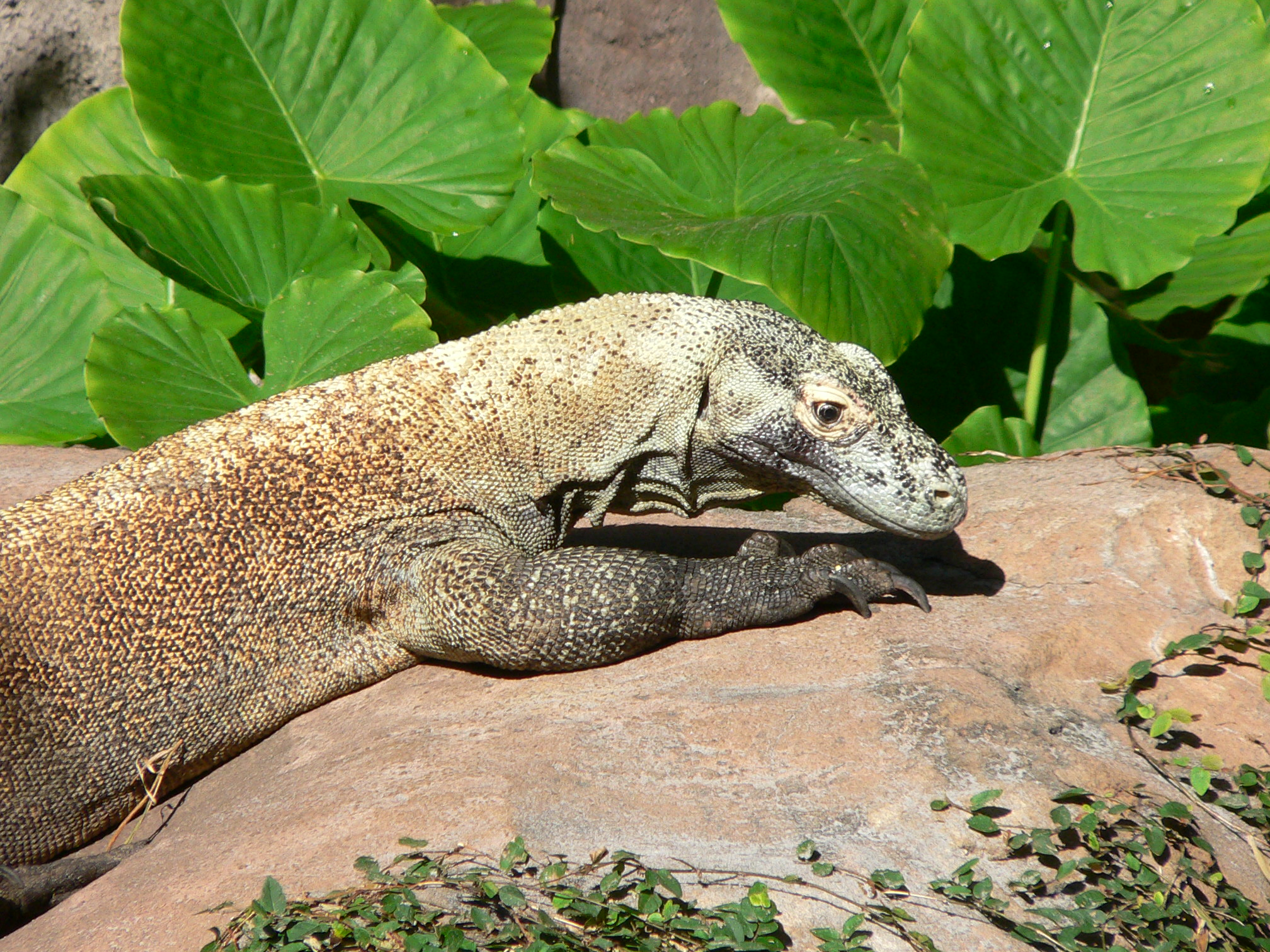
اژدهای کومودو در حال آفتاب‌گرفتن در قلمرو جانوران دیزنی

اژدهای کومودو از جمله گونه‌های آسیب‌پذیر به‌شمار می‌رود و در فهرست سرخ آی‌یوسی‌ان گنجانده شده است. حدود ۴٬۰۰۰ تا ۵٬۰۰۰ اژدهای کومودوی زنده در وحش وجود دارند. جمعیت آن‌ها به محدود به جزیره‌های گیلی موتانگ (۱۰۰)، گیلی داسامی (۱۰۰)، رینکا (۱۳۰۰)، کومودو (۱۷۰۰) و فلورس (تقریباً ۲٬۰۰۰) است. با این حال، نگرانی‌هایی مبنی بر وجود داشتن تنها ۳۵۰ مادهٔ دارای توانایی باروری وجود دارد. برای حل کردن این مسئله، پارک ملی کومودو در سال ۱۹۸۰ بنیان نهاده شد تا در جزیره‌های کومودو، رینکا، و پادار از این جانوران محافظت شود. بعدها در سال ۱۹۸۴، ذخیره‌گاه‌های طبیعی وا وول و وولو تادو در جزیره فلورس به منظور کمک به محافظت کومودوها گشایش یافتند. دولت اندونزی سیاست سخت‌گیرانه‌ای در زمینه حفاظت از کومودوها دارد و صادر کردن و اهدای کومودوها به باغ‌وحش‌های دیگر نقاط جهان تنها با اجازه رئیس‌جمهور اندونزی شدنی است.
کومودوها اغلب از برخورد با انسان‌ها دوری می‌جویند. کومودوهای جوان بسیار خجالتی هستند و اگر انسانی به ۱۰۰ متری آن‌ها بیاید، سریعاً به مخفیگاه فرار می‌کنند. جانوران پیرتر هم همچنین از فاصله کمتری از انسان دوری می‌کنند. اگر کومودوها در تنگنا قرار بگیرند، واکنش پرخاشگرانه‌ای بروز خواهند داد و دهانشان را از هم باز خواهند گشود و به هیس کردن می‌پردازند و دم خود را هم تکان می‌دهند. اگر مزاحمت بیشتری برای آن‌ها به وجود آید، ممکن است حمله‌ای را آغاز کرده و گاز بگیرند. هرچند حرف و حدیث‌هایی وجود دارد که کومودوهای غیرخشمگین هم به انسان‌ها حمله کرده و از انسان‌ها به عنوان طعمه استفاده کرده‌اند، اما بیشتر آن‌ها یا معتبر نیستند یا اینکه به خاطر دفاع از خود صورت گرفته‌اند. تنها چند مورد بسیار نادر وجود دارد که کومودوهای غیرخشمگین واقعاً به انسان‌ها حمله کرده‌اند که این موارد تنها شامل نمونه‌های غیرعادی می‌شود که ترس خود در برابر انسان را از دست داده‌اند.
فعالیت‌های آتش‌فشانی، زمین‌لرزه‌ها، از دست رفتن زیستگاه‌ها، آتش‌سوزی، کمیاب شدن طعمه، گردشگری و شکار غیرقانونی کومودوها، همگی از جمله دلایلی هستند که به وضعیت در معرض خطر کومودوها دامن زده‌اند. در ضمیمهٔ اول CITES، مبادله تجاری پوست و نمونه‌های این جانور غیرقانونی اعلام شده است.
در جزیرهٔ پادار، جمعیتی از کومودوها منقرض شده است که آخرین آن‌ها در سال ۱۹۷۵ دیده شده بود. بررسی‌های میدانی مورفی و همکاران در سال‌های پس از ۲۰۰۰ میلادی نیز نشانی از کومودو در آن جزیره نیافت. باور رایج بر این است که جمعیت کومودوها در جزیرهٔ پادار به این خاطر نابود شد که تعداد طعمه‌های سُم‌دار در آن جزیره به شدت کاهش یافته بود که دلیل این کاهش، به احتمال زیاد، شکار بی‌رویه بوده است.

### کومودوهای محبوس و به دام افتاده

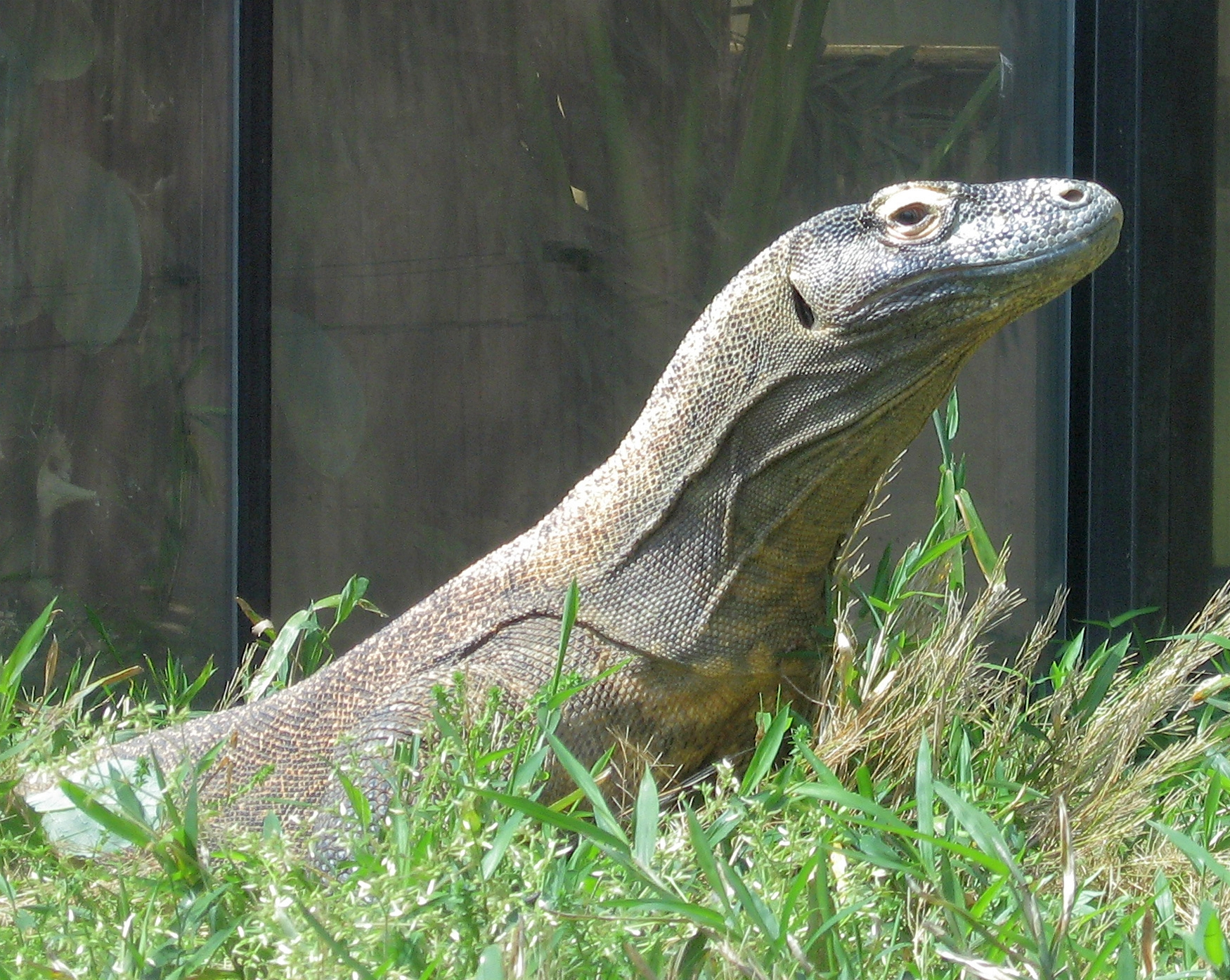
اژدهای کومودویی در پارک ملی جانورشناسی اسمیتسونین. با وجود اینکه سوراخ گوش‌های او هویداست، آن‌ها نسبت به انسان، محدوده صوتی محدودتری دارند.

اژدهای کومودو از قدیم از جمله جاذبه‌های باغ وحش‌ها بوده است و اندازه و شهرت آنها، این موجودات را تبدیل به دیدنی‌هایی محبوب کرده است. با این حال، آن‌ها در باغ وحش‌ها کمتر یافت می‌شوند چرا که اگر از وحش گرفته شده باشند، مستعد انتشار و آلودگی به بیماری‌های انگلی هستند و به آسانی هم تولید مثل انجام نمی‌دهند.
نخستین اژدهای کومودو در سال ۱۹۲۷ در باغ وحش لندن به نمایش گذاشته شد. یک اژدهای کومودو هم در سال ۱۹۳۴ در پارک ملی جانورشناسی اسمیتسونین به نمایش گذاشته شد، اما تنها دو سال زنده ماند. تلاش‌های بیشتری برای به نمایش گذاشتن کومودوها به انجام رسید، اما دورهٔ زندگی این موجودات بسیار کوتاه بود؛ برای نمونه، میانگین عمر آن‌ها در پارک ملی جانورشناسی اسمیتسونین، پنج سال بود. مطالعاتی که توسط والتر اوفنبرگ به انجام رسیده و در کتابی تحت عنوان بوم‌شناسی رفتاری بزمجه کومودو مستند شده‌اند، منجر شد تا نگهداری و تولید مثل کومودوهای به دام افتاده با موفقیت بیشتری همراه باشد.
رفتارهای گوناگونی از کومودوهای محبوس و به دام افتاده مشاهده شده است. بیشتر آن‌ها در مدت کوتاهی رام می‌شوند، و قادر به شناختن انسان‌های خاص هستند و می‌توانند کارمندانی را که با آن‌ها آشنا شده‌اند از هم تشخیص بدهند. کومودوها همچنین در حال بازی کردن با اشیاء گوناگونی دیده شده‌اند که از جمله این اشیاء می‌توان به بیل‌ها، قوطی‌ها، واشرهای پلاستیکی و کفش‌ها اشاره کرد. به نظر نمی‌رسد که این رفتارها، «رفتاری شکارگرانه برای به‌دست آوردن غذا» بوده باشند. از این دیدگاه، چنین رفتارهایی از اژدهای کومودوی به دام افتاده را می‌توان با رفتارهای بازی‌گونه بعضی پستانداران مقایسه کرد.

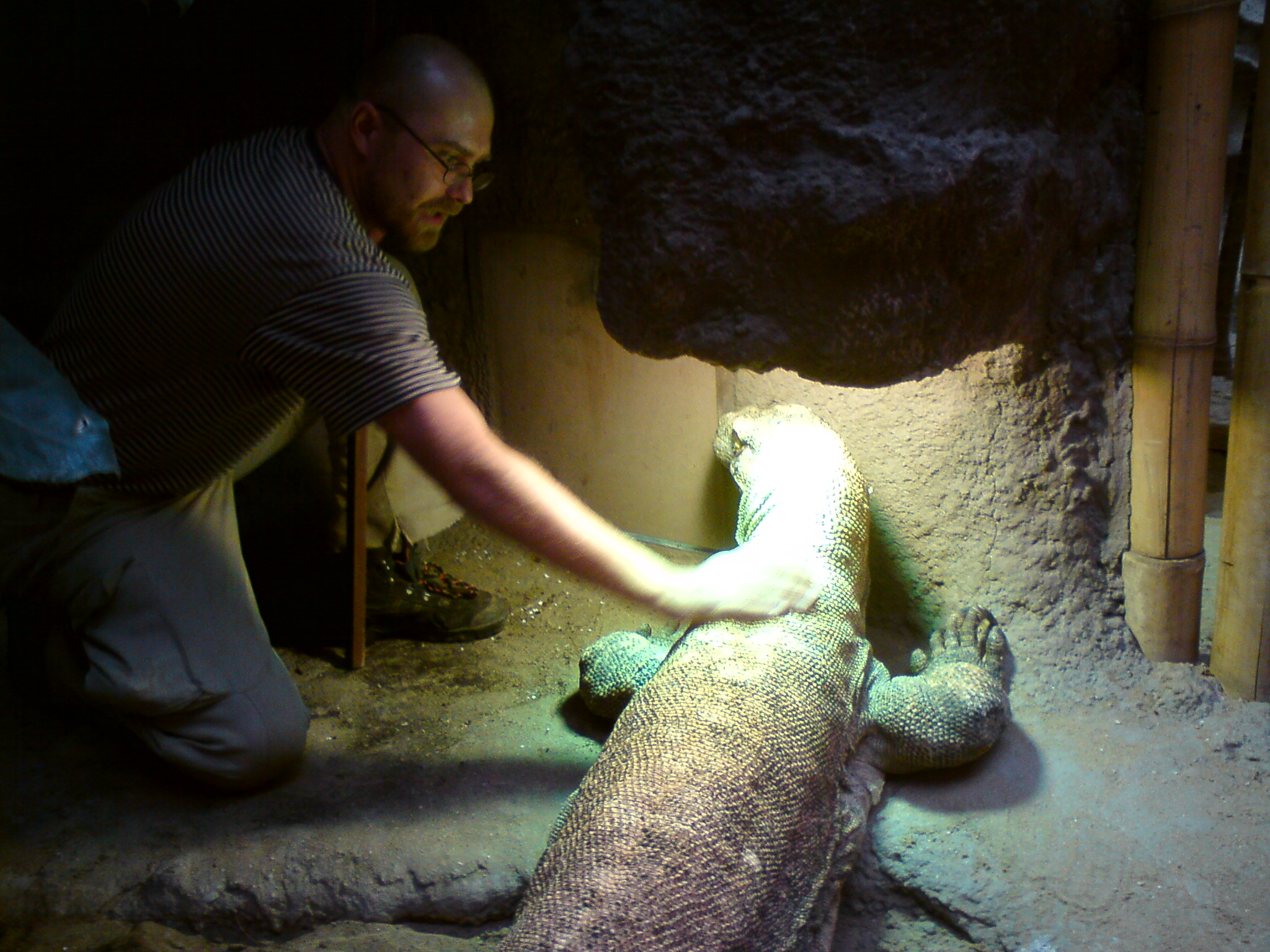
اژدهای کومودو، به همراه متصدی باغ وحش، در پراگ

حتی کومودوهایی که رام‌شده به نظر می‌رسند، ممکن است به‌طور پیش‌بینی نشده‌ای پرخاشگر شوند، خصوصاً وقتی که یک شخص ناآشنا به قلمرو آن‌ها گام می‌گذارد. در ژوئن ۲۰۰۱، یک اژدهای کومودو به طرز جدی به فیل برونشتاین، همسر وقت شارون استون آسیب رساند. برونشتاین به دعوت نگهدارندهٔ آن اژدهای کومودو وارد قلمرو آن شده بود که مورد حملهٔ جانور قرار گرفت. او که پابرهنه بود، توسط اژدهای کومودو گاز گرفته شد. متصدی از برونشتاین خواسته بود که جوراب‌ها و کفش‌های سفیدش را بکند، چرا که طبق گفتهٔ او، آن‌ها همرنگ موش‌هایی بودند که باغ وحش به عنوان غذا به جانور می‌خوراند و این ممکن بود باعث تحریک اژدهای کومودو شود. هرچند که برونشتاین گریخت، اما نیاز داشت تا به کمک جراحی، چندتا از تاندون‌های پایش را دوباره به هم متصل کند.

## شکارچیان اژدهای کومودو
اگرچه اژدهای کومودو شکارچیان قدرتمندی هستند، اما خود آنها نیز از شکارچیان دیگر در امان نیستند. جانورانی که می‌توانند اژدهای کومودو را شکار کنند شامل:
1. اژدهایان کومودوی دیگر: بزرگ‌ترین تهدید برای اژدهای کومودو، اژدهای کومودوی دیگر است. این مارمولک‌ها برای کسب قلمرو و حقوق جفت‌گیری به نبردهای شدیدی پرداخته و گاهی همنوع‌خواری نیز دیده می‌شود، به طوری که اژدهای کومودوی بزرگتر، اژدهای کومودوی کوچکتر را به عنوان طعمه انتخاب می‌کند.[۱۲۲]
2. پرندگان شکاری: پرندگان شکاری بزرگ مانند عقاب‌ها و شاهین‌ها برای حمله به اژدهای کومودوی جوان شناخته شده‌اند. این پرندگان از آسمان به سرعت به زمین فرود آمده و با چنگال‌های تیز خود مارمولک‌های بی‌خبر را می‌ربایند.[۱۲۳]
3. انسان‌ها: متأسفانه، انسان‌ها نیز به عنوان یک تهدید برای اژدهای کومودو به‌شمار می‌روند. شکار غیرقانونی و تخریب زیستگاه‌ها در سال‌های اخیر به کاهش جمعیت اژدهای کومودو منجر شده است. اکنون تلاش‌های حفاظتی برای محافظت از این موجودات باشکوه در جریان است.[۱۲۴]

## در فرهنگ عامه
اژدهای کومودو، موضوع چندین فیلم سینمایی از جمله فیلم‌های کومودو (۱۹۹۹)، کومودو علیه کبری (۲۰۰۵) و نفرین کومودو (۲۰۰۴) بوده است.
گروه کمدی باب و ری، متشکل از باب‌الیوت (پدر کمدین/بازیگر کریس الیوت) و ری گلدینگ، که گروهی محبوب در رادیو و تلویزیون طی ده‌های ۱۹۴۰ تا ۱۹۹۰ به حساب می‌آمدند، قطعه‌ای کمدی کوتاه تحت عنوان «متخصص اژدهای کومودو» اجرا کرده‌اند.
داستان فیلم تازه‌کار، از ترایستار پیکچرز که مارلون براندو و متیو برودریک در آن به ایفای نقش پرداخته‌اند، در مورد یک تازه‌وارد به دانشگاه نیویورک به نام کلارک کلاگ (با بازی برودریک)، یک بزه‌کار سالخورده (با بازی براندو) و یک اژدهای کومودوی در معرض خطر است.
در فیلم سال ۲۰۱۲ جیمز باند که اسکای‌فال نام دارد، وقتی که باند وارد کازینویی در ماکائو می‌شود، یک اژدهای کومودو تبهکاری چینی را به زمین می‌زند، او را روی زمین می‌کشد، و ظاهراً به قتل می‌رساند.

## واژه‌نامه
1. ↑  Ora
2. ↑  buaya darat
3. ↑  biawak raksasa
4. ↑  biscobra
5. ↑  Staphylococcus sp.
6. ↑  Providencia
7. ↑  Proteus
8. ↑  Pasteurella multocida
9. ↑  W. Douglas Burden

## برای مطالعهٔ بیشتر
- Attenborough, David (1957). Zoo Quest for a Dragon. London: Lutterworth Press.
- Auffenberg, Walter (1981). The Behavioral Ecology of the Komodo Monitor. Gainesville: University Presses of Florida. ISBN 978-0-8130-0621-5.
- Burden, W. Douglas (1927). Dragon Lizards of Komodo: An Expedition to the Lost World of the Dutch East Indies. New York, London: G.P. Putnum's Sons.
- Eberhard, Jo; King, Dennis; Green, Brian; Knight, Frank; Keith Newgrain (1999). Monitors: The Biology of Varanid Lizards. Malabar, Fla: Krieger Publishing Company. ISBN 978-1-57524-112-8.
- Lutz, Richard L; Lutz, Judy Marie (1997). Komodo: The Living Dragon. Salem, Or: DiMI Press. ISBN 978-0-931625-27-5.